# Choc Stars
I Choc Stars sono un gruppo musicale di genere soukous ("rumba africana") della Repubblica Democratica del Congo. Appartengono al cosiddetto "Clan Langa Langa", ovvero la famiglia di gruppi che nacquero, direttamente o indirettamente, in seguito a scissioni interne del gruppo storico Zaïko Langa Langa. Complessivamente, hanno pubblicato circa 50 album nell'arco di 13 anni di carriera.
Fra le caratteristiche distintive del loro stile ci sono le atmosfere in generale più romantiche e sognanti di quelle di gruppi rivali come Langa Langa Stars o Viva La Musica, che basavano gran parte dei loro lavori su ritmi ballabili, spesso frenetici. Molti dei brani dei Choc Stars alternano comunque passaggi lenti e veloci, e anche la capacità di cambiare ritmo in modo graduale era uno dei tratti distintivi della loro musica.

## Storia del gruppo
Il gruppo fu fondato nel 1983 da Mutombo Ben Nyamabo. Nel corso degli anni, Nyamabo ha saputo attirare nella propria formazione alcuni dei più talentuosi artisti della scena congolese, inclusi Bozi Boziana, Roxy Tshimpaka e Djuna Djanana (tutti e tre provenienti dai Langa Langa Stars), Monza Premier, Nzola Ndonga, Nzaya Nzayadio e Zemano Germain Kanza, Djo Mali, Carrol Makamba, Teddy Accompa, Wajery Lema, Ditutala Kuama e Djudjuchet.
Nei primi anni dalla loro fondazione, gli Choc Stars dovettero il loro successo principalmente alla presenza del carismatico cantante Bozi Boziana. Quando questi abbandonò, il suo posto alla voce fu preso da un terzetto composto da Carlito Lassa, Dieka Debaba e Defao Matumona.
Negli anni novanta la popolarità del gruppo iniziò a declinare. Molti dei musicisti abbandonarono per spostarsi ad altre formazioni. Tra gli altri, Djanana e Djo Mali passarono ai Langa Langa Stars; Defao fondò un proprio gruppo di successo, la Orchestre Big Stars; Carlito si dedicò al progetto OK Jazz; Debaba intraprese una carriera solista; Roxy Tshimpaka passò a Zaïko Nkolo Mboka (una delle due formazioni in cui si era suddiviso all'epoca il gruppo Zaiko Langa Langa). Nonostante queste defezioni importanti, Nyamabo mantenne vivo il suo progetto, incidendo diversi dischi fra i quali Dernier Metro e Bango Oyo Baye, molto apprezzati dalla critica.

## Discografia parziale
- Les Merveilles du Passe - Choc Stars - Vol.3
- Munduki Elelo
- Bakuke
- Laisser Passer
- Dernier Metro
- Bango Oyo Baye
- Awa et Ben - 2nd shock